# 夜半2點鐘
《夜半2點鐘》（英語：02:00 A.M.）是一部1997年香港恐怖鬼片，後發展成系列電影三部曲，由錢永強執導，陳小春、周文健、黃偉文、徐濠縈和徐錦江主演。

## 劇情簡介
電影分成三段，主題分別為：「化妝」、「猛鬼電視台」、「幽靈廣告」
化妝：詭異的片場，陰暗的化妝室，測試用的假人頭，化妝師還不知，今天的工作有點不一樣..
猛鬼電視台：三名電視台當家花旦，在電視台渡過不尋常的一晚。
幽靈廣告：著名香港都市傳說九廣鐵路火車遊戲廣告，拍片現場出現不知名的＂演員＂。

## 角色介紹
| 演員       | 角色   | 簡介                                      |
| 化妝       |        |                                           |
| 黃偉文     | 小峰   | 娟姐之甥及徒弟                            |
| 徐濠縈     |        | 娟姐之徒弟                                |
| 羅冠蘭     | 娟姐   | 化妝師                                    |
| 陳寶蓮     | 伊娃   | 面模之主人 過去在片廠中被火燒死，面目全非 |
| 羅蘭       | 七姑   |                                           |
| 猛鬼電視台 |        |                                           |
| 周文健     | 黃昏   |                                           |
| 黎瑞恩     | 米仔蘭 | 電視台三劍俠                              |
| 羅敏莊     | Apple  | 電視台三劍俠                              |
| 黃悅       | 花花   | 電視台三劍俠                              |
| 幽靈廣告   |        |                                           |
| 陳小春     | 阿達   | 勁聯網絡路路通廣告工作人員                |
| 徐錦江     | 龍哥   | 勁聯網絡路路通廣告工作人員                |
| 李兆基     | 基哥   | 村長                                      |
| 吳家輝     | 家輝   | 副導演                                    |
| 唐麗球     |        |                                           |
| 黃偉良     |        |                                           |
| 謝子峰     |        |                                           |
| 陳盛鴻     |        |                                           |
| 冼志偉     |        |                                           |
| 梁志安     |        |                                           |
| 陳錦漢     |        |                                           |

## 夜半系列三部曲
- 《夜半1點鐘》（1995年）
- 《夜半2點鐘》（1997年）
- 《夜半3點鐘》（1997年）

## 外部連結
- 香港影庫上《夜半2點鐘》的資料（繁體中文）
- 互联网电影数据库（IMDb）上《夜半2點鐘》的资料（英文）
- 豆瓣电影上《夜半2點鐘》的資料 （简体中文）
- 时光网上《夜半2點鐘》的資料（简体中文）